# Engadin Bus
Engadin Bus is het busbedrijf van Stadtbus Chur AG, dat hoofdzakelijk in Engadin actief is en daar meerdere lijnen uitbaat.
Naast de Rhätische Bahn is dit het belangrijkste openbaar vervoermiddel in de omgeving van Engadin.

## Lijnen

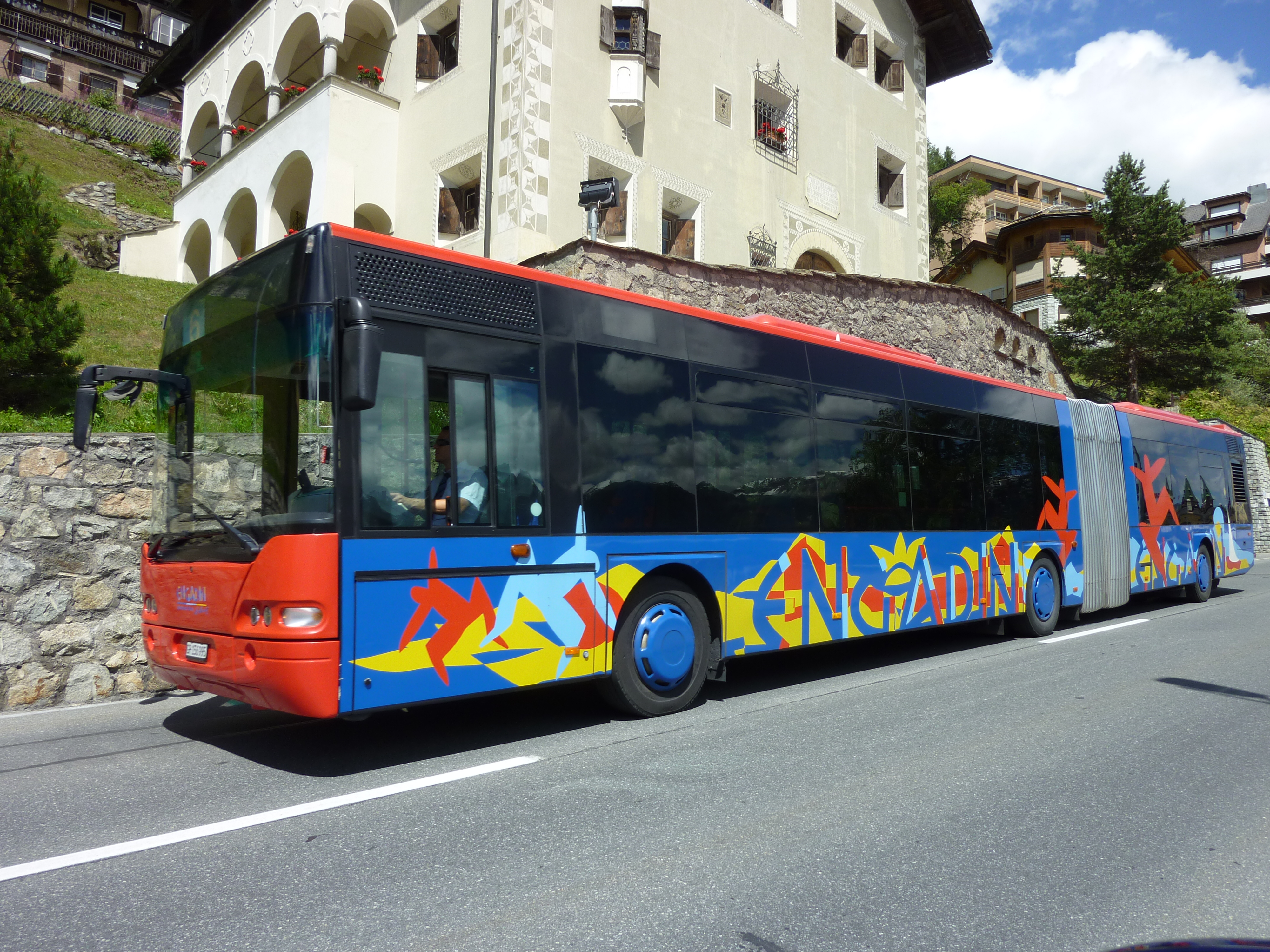
Engadin Bus in St. Moritz

Het net van EngadinBus is geïntegreerd in het tariefverbond "Engadin Verbund", dat naast de 6 Engadin-Bus-lijnen ook de lijnen van de stadsbus van St. Moritz, een postautolijn en delen van drie lijnen van de Rhätische Bahn omvat. Het eigenlijke EngadinBus-net bestaat uit de hoofdassen 1,2,5 en 6 in de corridor Samedan/Pontresina - St. Moritz - Silvaplana - Sils - Maloja, de lijn  4, St. Moritz - Maloja, als aanvulling op de postautolijn St. Moritz - Bergell, en de lijnen 6/7 van Samedan in die Plaiv over Bever, La Punt, Madulain, Zuoz en S-Chanf naar Cinuos-Chel en Brail.
| Liin | Engadin-Bus Zomerdienst |
| ---- | --- |
| 1    | (Surlej Corvatschbahn - St. Moritz Bad - ) St. Moritz Bahnhof - Pontresina - Samedan                                                |
| 2    | Pontresina - Celerina - St. Moritz Dorf - Silvaplana ( - Sils - Maloja)                                                             |
| 3    | stadsbus St. Moritz (door Chrisma SA)                                                                                               |
| 4    | St. Moritz Bahnhof - St. Moritz Bad - Silvaplana - Sils - Maloja (postautolijn gaat verder in Bergell naar Castasegna en Chiavenna) |
| 5    | Samedan - Celerina - St. Moritz Dorf - Silvaplana                                                                                   |
| 6    | (Zuoz - Chamues-ch - ) Samedan - Celerina - St. Moritz Dorf - St. Moritz Bad ( - Silvaplana - Surlej - Sils)                        |
| 7    | Zuoz - Brail / - S-Chanf Nationaal park (voor Val Trupchun)                                                                         |

| Linie | Engadin-Bus Winterdienst |
| ----- | --- |
| 1     | Samedan - Pontresina - St. Moritz Bahnhof - St. Moritz Bad - Silvaplana - Surlej Corvatschbahn - Sils (bedient alle dalstations in het Oberengadiner hoofddal) |
| 2     | Bernina Lagalbbahn - Pontresina Dorf - Celerina - St. Moritz Dorf - Silvaplana ( - Sils - Maloja)                                                              |
| 3     | stadsbus St. Moritz (door Chrisma SA) |
| 4     | St. Moritz Bahnhof - St. Moritz Bad - Silvaplana - Sils - Maloja (postautolijn verder in Bergell tot Castasegna und Chiavenna)                                 |
| 5     | Samedan - Celerina - St. Moritz Dorf - Silvaplana |
| 6     | (Zuoz - Chamues-ch - ) Samedan - Celerina - St. Moritz Dorf - St. Moritz Bad - Silvaplana - Surlej - Sils                                                      |
| 7     | Zuoz - Brail |
| 9     | stadsbus St. Moritz, ( door Chrisma SA) |

| Linie | Engadin-Bus Tussenseizoen |
| ----- | --- |
| 1     | Samedan - Pontresina (Samen met lijn 2)                                                                                        |
| 2     | Pontresina - Celerina - St. Moritz Dorf - Silvaplana ( - Sils - Maloja)                                                        |
| 3     | stadsbus St. Moritz (door Chrisma SA)                                                                                          |
| 4     | St. Moritz Bahnhof - St. Moritz Bad - Silvaplana - Sils - Maloja (postautolijn verder in Bergell tot Castasegna und Chiavenna) |
| 6     | (Zuoz - Chamues-ch - ) Samedan - Celerina - St. Moritz Dorf - St. Moritz Bad                                                   |
| 7     | Zuoz - Brail |

In de zomer- en winterdienst zijn er door overlapping van lijnen meerdere frequentieverhogingen:
- om de 10 minuten tussen Celerina en St. Moritz Dorf
- om de 10 minuten met lijnen 3 en 6 tussen St. Moritz Dorf en St. Moritz Bad
- om de 15 minuten met lijnen 1 en 6 tussen Silvaplana Post en Surlej Corvatschbahn
- om de 30 minuten met lijnen 2 en 4 tussen Silvaplana en Maloja

## Voertuigen
Het wagenpark bestaat momenteel uit volgende bussen van EvoBus:
- 5 gelede bussen Mercedes-Benz Citaro uit 2010
- 4 gelede bussen Neoplan N4421 uit 2001 (werden wellicht in 2011 door Citaros vervangen)
- 6 standaardbussen Setra S315NF uit 2004-2005
- 7 standaardbussen Setra S415NF uit 2007-2009
- 1 midibus Otokar Vectio uit 2010.
- 1 kleine bus Mercedes-Benz Sprinter 416CDI uit 2005